# Barbaresques

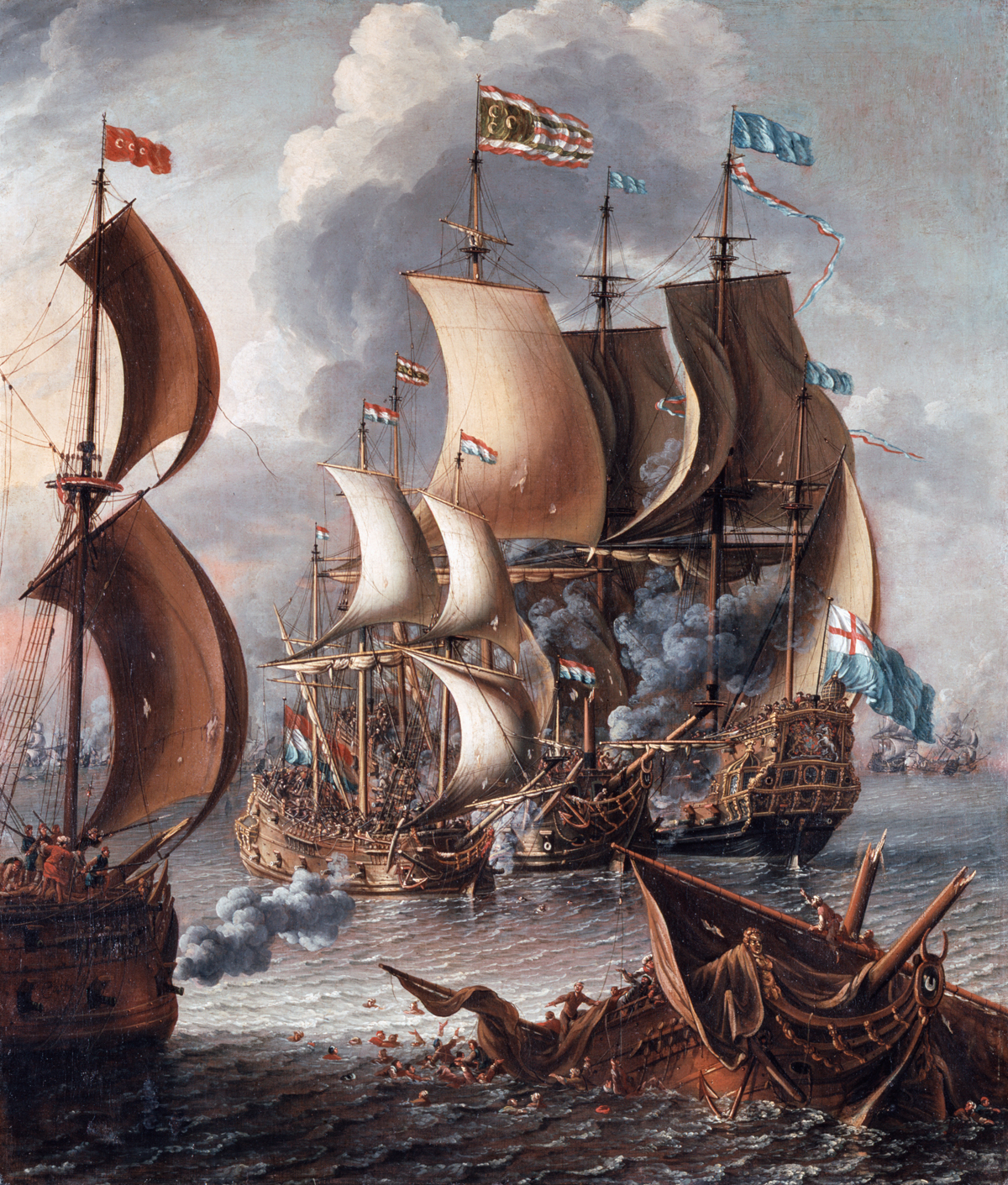
Un combat naval avec les corsaires barbaresques, par Lorenzo A. Castro, 1681.

Le terme « Barbaresques » correspond aux pirates sévissant approximativement depuis les ports de l'aire côtière du Maghreb actuel. Le terme « Berbérie » quant à lui est apparu dans la littérature vers 1860.
Les corsaires barbaresques ont capturé des milliers de navires chrétiens et ont attaqué à plusieurs reprises la plupart des localités côtières des rives nord de la mer Méditerranée. En conséquence, les résidents ont abandonné leurs anciens villages côtiers en Espagne, France et en Italie et en ont construit d'autres, souvent fortifiés, au sommet des buttes et des collines. Les Barbaresques capturent les navires marchands et soumettent en esclavage ou rançonnent les équipages. Entre 1 000 000 et 1 250 000 Européens, soumis en esclavage (850 000 pour la période de 1580-1680) ont été capturés par ces pirates ou corsaires de 1530 à 1780. 
Les raids ont été un tel problème que les côtes sont restées en partie désertes jusqu'au début du XIXe siècle. Certains des capitaines des galères de course, ainsi que les corsaires les plus reconnus, étaient ce qu'on appelait à l'époque des « renégats » : des Européens convertis à l'islam pour échapper à l'esclavage, comme John Ward et Zymen Danseker. Les effets des raids barbaresques ont culminé au début du milieu du XVIIe siècle.

## Terminologie
L'adjectif « barbaresques » date des années 1500 et provient d'Italie, provenant du mot « barbare » (au sens d'« étranger, parlant une langue incompréhensible ») et désignant sans référence particulière l'Afrique du Nord (voir « côte des Barbaresques »). Utilisé peu de temps, il est revenu, sous la plume de nombreux auteurs et dans les dictionnaires, puis dans le langage courant, pour désigner en particulier les pirates et corsaires musulmans maghrébins et ottomans qui opéraient depuis l'Afrique du Nord, basés principalement dans les ports d'Alger, de Tunis, de Tripoli, et de Salé. Sans rapport avec celui de « Barbarie », le terme « Berbérie » est lui apparu dans la littérature vers 1860.
En arabe le terme utilisé pour les désigner est الجهاد البحري الإسلامي qui signifie « les jihadistes de la mer musulmans ».

## Pirate ou corsaire?

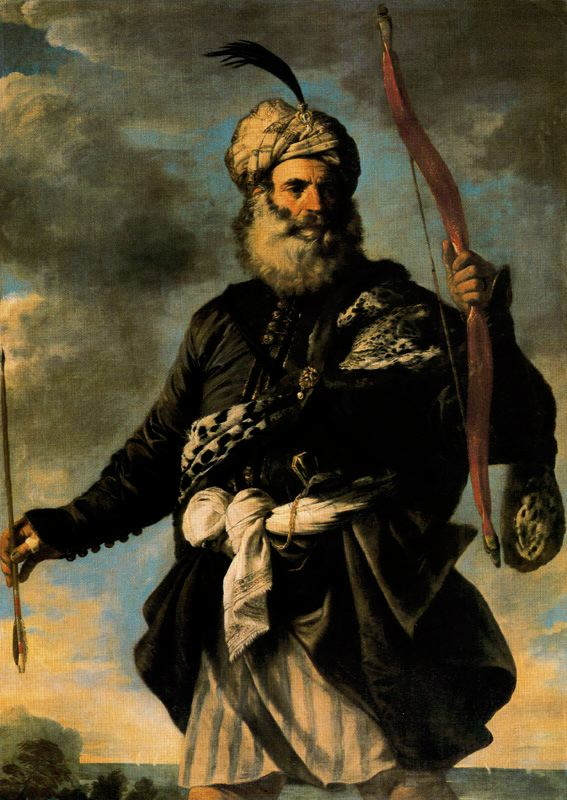
Un pirate barbaresque.

Les Ottomans ne pouvaient laisser les Européens chrétiens dominer les mers en Orient pas plus qu'en Occident. Ils s'opposèrent aux Européens sans relâche, d'abord sous le commandement de chefs pirates, puis sous celui des émirs corsaires et enfin des amiraux de Constantinople.
Suivant le droit maritime, le « pirate » est celui qui, sans aucune autorisation, attaque tout navire, qu'il porte pavillon ami ou ennemi, fait des prisonniers et des esclaves, arraisonne les bateaux et les cargaisons. Les anciennes lois de la mer voulaient que, s'il était capturé, il fût pendu « haut et court ». Le corsaire en revanche est celui qui s'attaque à l'ennemi et à lui seul, participant à une guerre de course en tant que supplétif, un mercenaire au service d'un pavillon (ottoman dans le cas des corsaires barbaresques). Il est muni d'une lettre de course qui lui permet, s'il est pris, de bénéficier du statut de prisonnier de guerre. Il peut rechercher, attaquer, saisir et détruire les navires, les équipages, les équipements et les chargements ou cargaisons du navire d'une nation adverse dans les eaux territoriales, internationales ou étrangères.

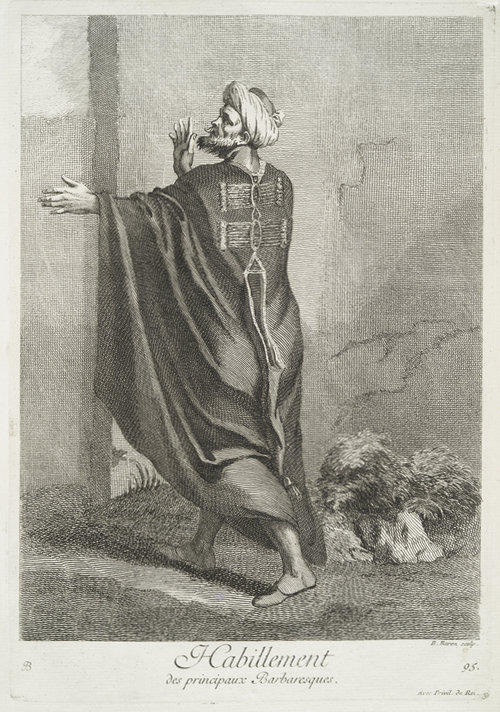
Costume des Barbaresques, J.-B. Van Mour, 1707.

C'est ainsi que durant l'alliance franco-turque du XVIe siècle entre le roi de France François Ier et le sultan de l'Empire ottoman, Soliman le Magnifique, les corsaires barbaresques n'attaquèrent pas les vaisseaux français et furent même reçus en alliés dans la rade de Toulon, au contraire des pirates qui, agissant « sans foi ni loi » pour leur propre compte à la recherche d'une fortune en mer, étaient passibles de mort y compris du point de vue ottoman.
En dehors de cette alliance éphémère, lorsque les Barbaresques érigèrent leurs propres États, certains d'entre eux purent prendre la tête de la flotte ottomane. Cela prend la forme d'une guerre maritime chronique contre les États chrétiens : le corso, qui présente une dimension à la fois économique, politique et religieuse. Avec le temps, le sultan ottoman tend à remplacer la flotte barbaresque par sa propre flotte. Subsistent alors des navires armés par des intérêts privés, par la Taïfa des raïs, dont les butins reviennent, suivant les ports d'attache de ces barbaresques, à environ 11 % à l'État, 40 % au ou aux armateurs, 16 % au capitaine, 16 % à l’équipage et 16 % aux janissaires. Il s'agit d'une prédation semi-légalisée spécifique à la Méditerranée occidentale, à mi-chemin entre les corsaires et les pirates. L’ouvrage de l'archiviste Albert Devoulx sur le raïs Hamidou (1770-1815) utilise à la fois les termes « corsaire », « pirate » ou « forban ».
Tout d'abord, la mise en esclavage des prisonniers crée une différence entre le corso des raïs et la course classique des Khayr ad-Din Barberousse, des Jean Bart et des Robert Surcouf. De plus, les écumeurs d'Alger n'ont pas de lettres de marque, leurs prises sont seulement enregistrées en vue du partage entre le raïs concerné et la Régence. L'autorité politique, au niveau local, a connaissance de l'activité corsaire, mais les comptes-rendus se bornent exclusivement à apporter les preuves que le raïs partage le butin avec cette autorité. Il n'existe à Alger aucun tribunal des prises ni aucune autorité susceptible d'examiner les prises, sans être elle-même partie prenante au partage du butin. Les navires attaqués peuvent être neutres, sujets de l'Empire ottoman (bateaux grecs), voire être musulmans (bateaux tunisiens). D’après le registre des prises, le 12 décembre 1768, Hamidou et d’autres capturent 8 navires grecs (la Grèce, bien que chrétienne, étant alors partie intégrante de l'Empire ottoman et ses habitants bénéficiant de la Dhimma) ; le 10 octobre 1810, Hamidou capture des marchandises tunisiennes (les Tunisiens étant à la fois des coreligionnaires et alliés, vassaux de la Turquie eux-aussi) ; de même le 22 mai 1811.

## Les razzias

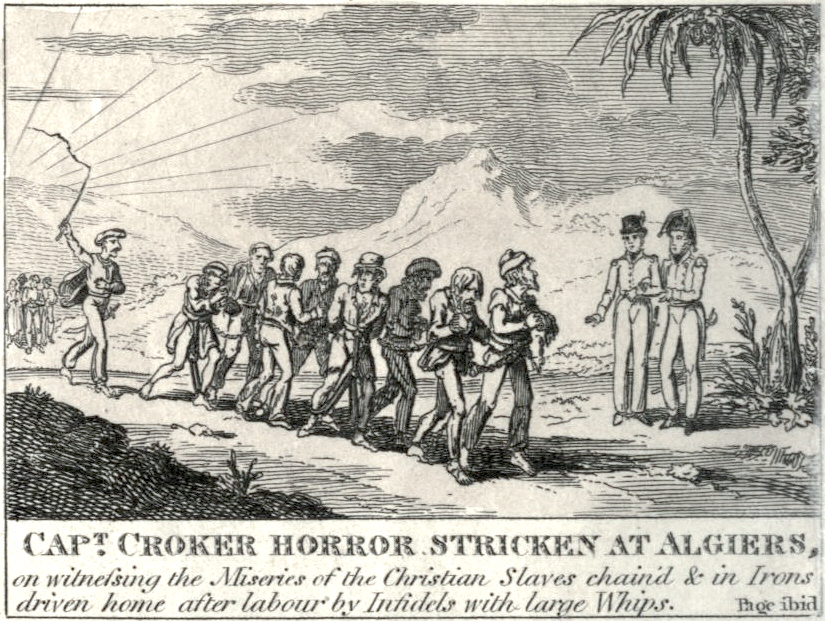
Le capitaine Walter Croker observant des esclaves chrétiens capturés par les corsaires barbaresques

Les campagnes et razzias des pirates et corsaires barbaresques se sont étendues le long des côtes européennes de la mer Méditerranée (sacs d'Ostie et de la Basilique Saint-Pierre de Rome en 846 ; de Trogir en 1123 ; d'Otrante en 1480 ; ...), et dans l'océan Atlantique (raids sur l'Islande en 1627 ; ...), mais aussi au large avec la piraterie contre tous les navires chrétiens.
Les pays principalement touchés par les raids et la piraterie barbaresque furent l'Espagne, le Portugal, les états d'Italie, la France, les Îles Britanniques, les Pays-Bas, l'Islande, mais dans les faits, toute localité portuaire européenne, tout navire non musulman, pouvaient devenir des cibles si la situation le permettait.
Le but principal de ces attaques était de capturer des esclaves chrétiens pour la traite ottomane, ainsi que le marché de l'esclavage musulman (ou traite orientale) en Afrique du Nord et au Moyen-Orient.
Bien que des razzias pirates se soient produites en Afrique du Nord peu de temps après la conquête musulmane de la péninsule ibérique au VIIIe siècle, les termes « pirates barbaresques » et « corsaires barbaresques » sont appliqués aux pirates actifs à partir du XVIe siècle, lorsque la fréquence et le rayon d'attaque des esclavagistes ont augmenté. Un des raids les plus massifs de l'histoire de cette piraterie fut celui entrepris en 824 par la flotte d'Abou Hafs et de ses 12 000 hommes, qui, chassés d'Alexandrie, cinglèrent vers la Crète byzantine et prirent le contrôle de l'île, qu'ils érigèrent en émirat et dont ils firent une base pirate pour plus de cent ans. Au cours de cette longue période, Alger, Tunis et Tripoli étaient sous la souveraineté de l'Empire ottoman, que ce soit sous la forme de provinces directement administrées, ou bien comme vassaux autonomes connus sous le nom d'« états barbaresques » : émirats, beylicats ou deylicats de Tlemcen, Alger, Constantine (Algérie), Tunis, Tarabulus. Des raids similaires ont été entrepris à partir de Salé et d'autres ports du sultanat indépendant du Maroc.

## Origines

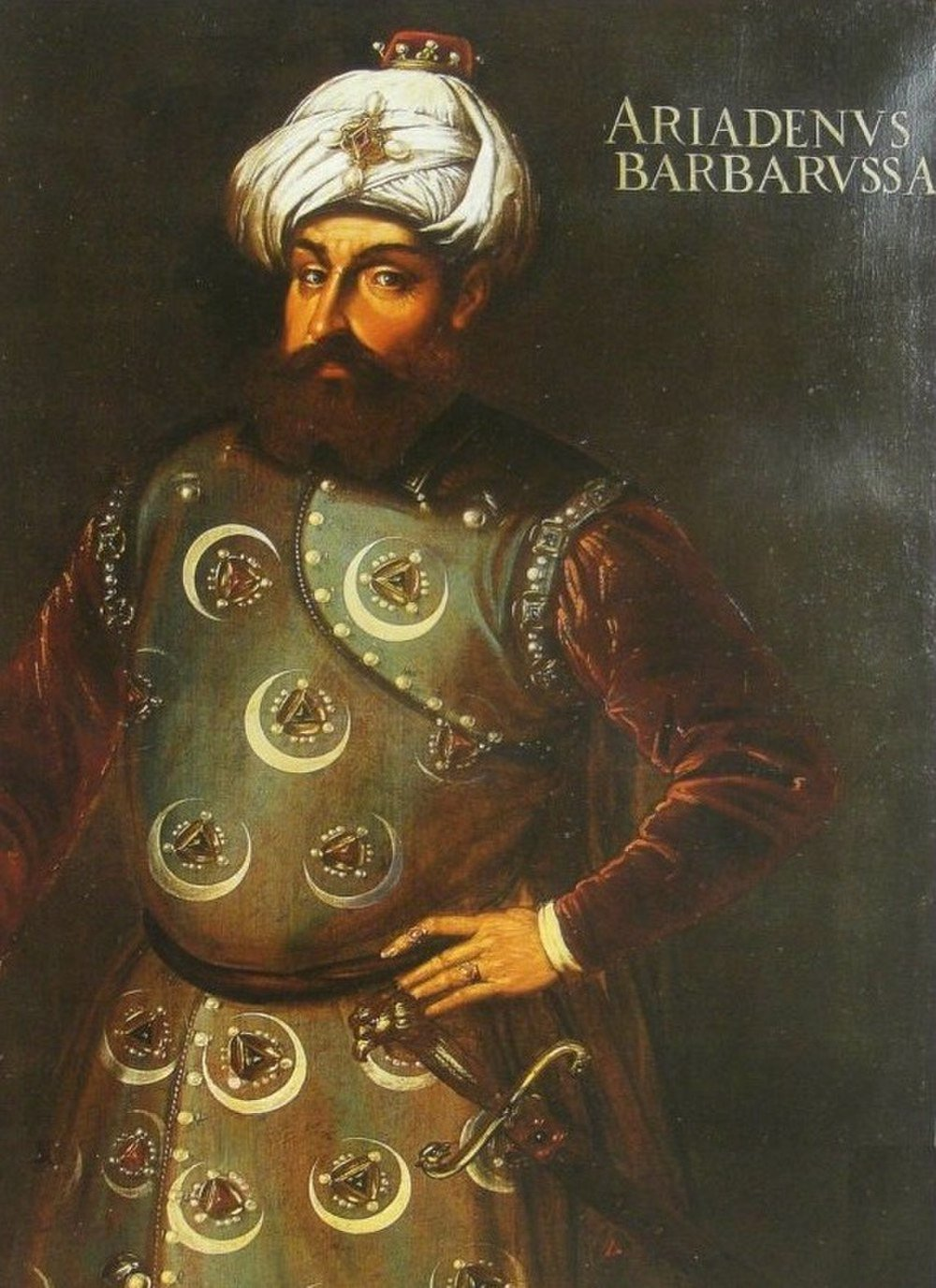
Khayr ad-Din Barberousse, frère cadet d'Arudj Reïs.

De 1347 à 1349, l’Ifriqiya frappée de plein fouet par la peste continue de subir une désertification démographique amorcée par les invasions hilaliennes. À partir de la seconde moitié du XIVe siècle, l’ensemble du Maghreb connaît une décadence économique. Après la Prise de Grenade et la disparition du royaume en 1492, l'Espagne désormais entièrement catholique se trouve renforcée économiquement et militairement.
Les souverains espagnols Ferdinand d’Aragon et Isabelle de Castille décident de poursuivre leur reconquête jusque sur les côtes maghrébines pour protéger leurs propres côtes. Tout en se lançant dans la colonisation en Amérique, les Espagnols s’emparent de plusieurs ports du littoral maghrébin en une dizaine d'années : Mers el-Kébir en 1505, Oran en 1509, Bougie en 1510, Tripoli et l’îlot situé en face d’Alger, le Peñon. Des villes portuaires, Dellys, Cherchell et Mostaganem demandèrent à payer un tribut à l'Espagne en échange de sa protection. Des populations mécontentes de chefs incapables de les défendre, des mouvements soufis émergeant et leurs chefs, qui deviennent de plus en plus influents, aident les Ottomans à s’installer dans la région.
L’aristocratie marchande d’Alger décide, vers 1516, de faire appel aux frères Barberousse pour stopper cette expansion. Ils prennent Alger la même année avec l'aide de l'émir d'Alger. Arudj Barberousse se débarrasse de l'émir Salim at-Toumi en l'étranglant de ses mains ou en le faisant exécuter dans son bain. En 1529, Khayr ad-Din Barberousse entreprit la prise du Peñon d'Alger, considérée par celui-ci comme une « épine au cœur des Algérois ».

## Histoire

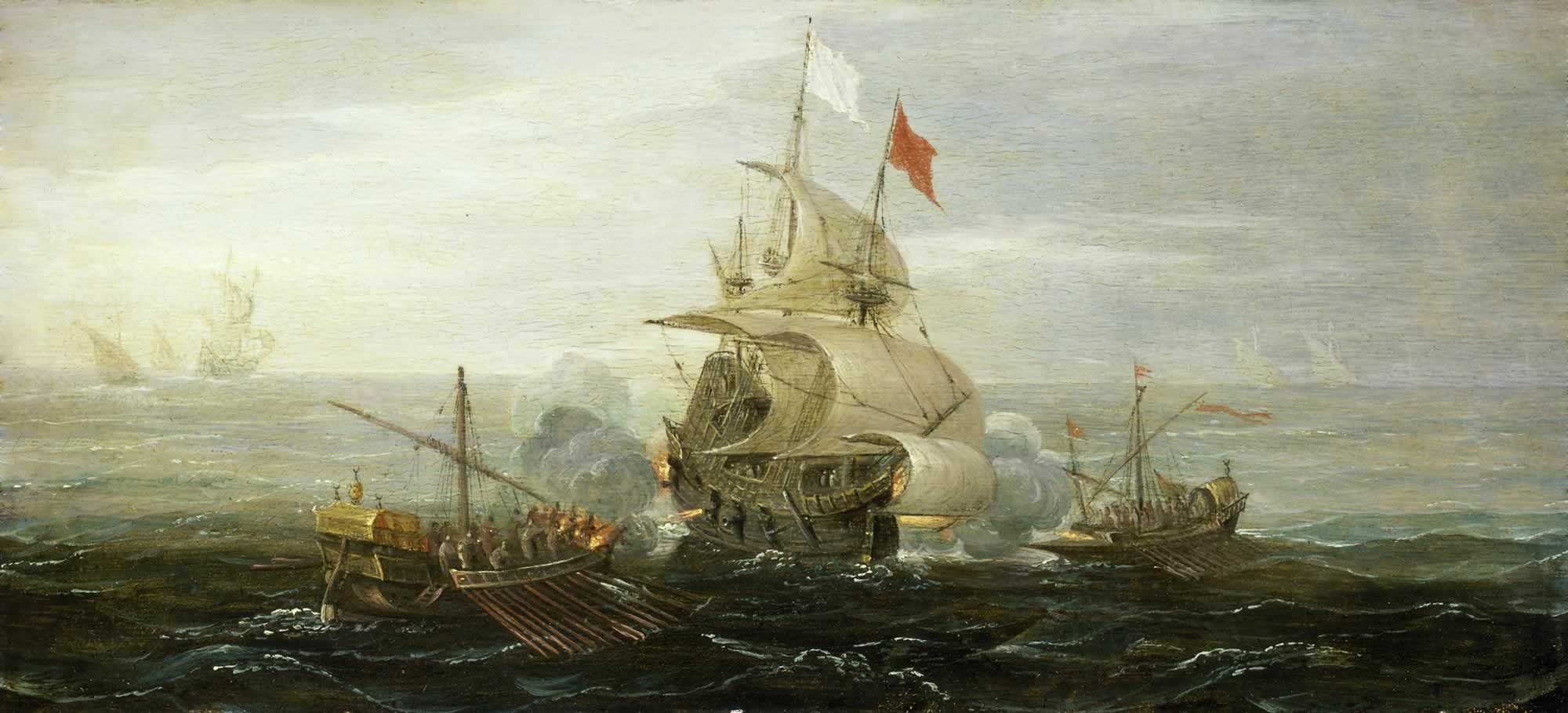
Navire français (au centre) attaqué par deux galiotes barbaresques (vers 1615).

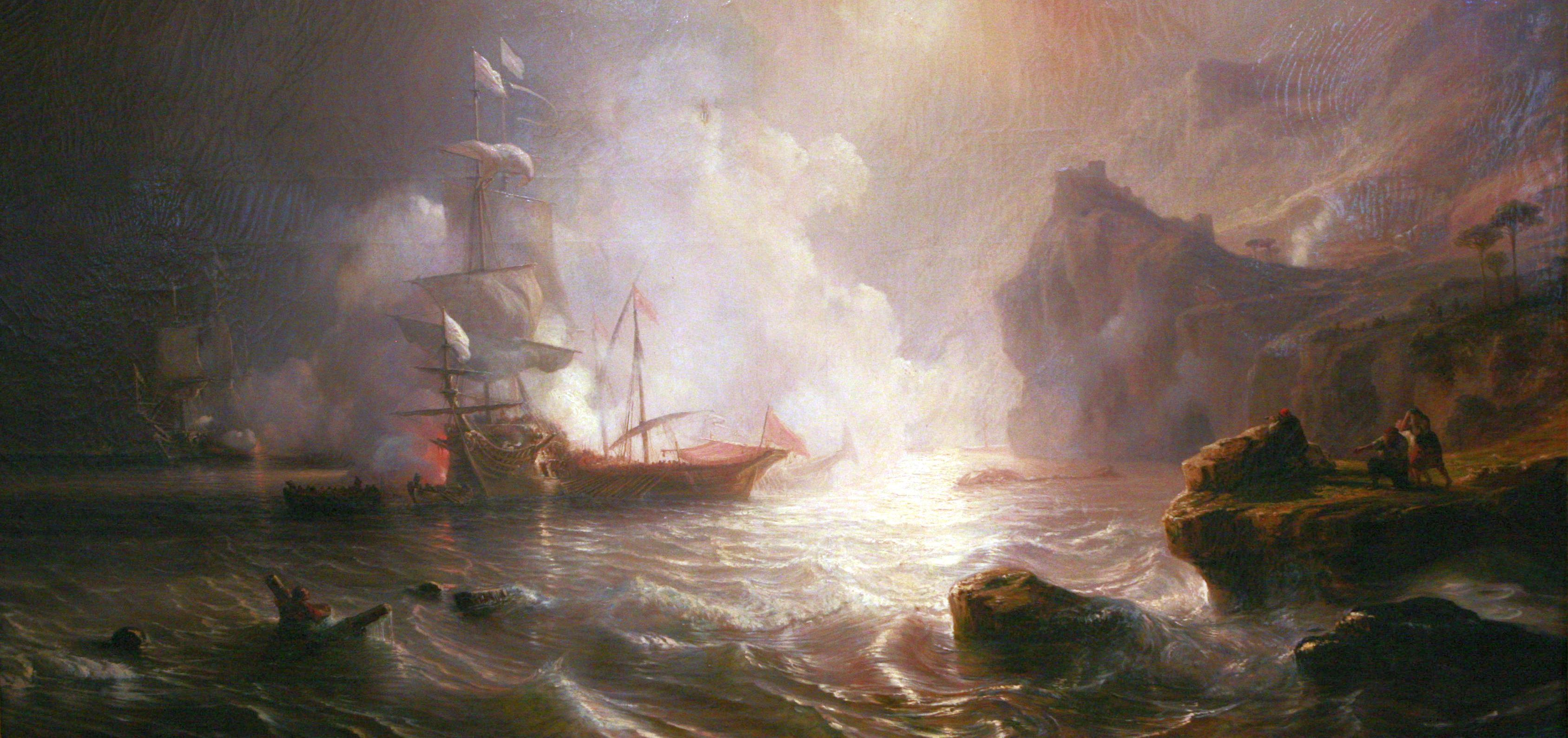
Combat d'un vaisseau français et de deux galères barbaresques, huile sur toile de Théodore Gudin.

Historiquement, les « siècles barbaresques » recouvrent la période ottomane qui va du XVIe au XVIIIe siècle. Pour la régence d'Alger, elle court de 1516, année de l'arrivée des frères Barberousse à Alger, à la prise d'Alger en 1830,. Le deuxième centre de la piraterie est indépendant de l'Empire ottoman : c'est la république de Salé qui commence vers 1610 avec l'arrivée des Morisques et se termine au XVIIIe siècle avec la création de Mogador. Pour la régence de Tunis, elle commence en 1503, quand Arudj Barberousse s'empare de Djerba mais se limite au XVIe siècle comme d'ailleurs pour la régence de Tripoli dont le marché aux esclaves est réputé pour le trafic subsaharien.
Les pirates et corsaires barbaresques d'Alger, de Tunis et de Tripoli étaient de grands pouvoyeurs de richesses pour leurs villes, mais furent qualifiés de « fléaux des mers » par les puissances chrétiennes. Ils trouvent sur leur route ceux qui deviennent leurs plus fidèles ennemis, les Hospitaliers de l'ordre de Saint-Jean de Jérusalem qu'ils viennent de chasser de Rhodes et qui finissent par s'installer à Malte grâce à la bienveillance, bien comprise, de Charles Quint.
La victoire de la Sainte-Ligue lors de la bataille de Lépante en 1571 marque un tournant. Les Ottomans concluent avec l'Espagne des trêves qui se transforment en 1581 en paix de facto. C'est une rupture dans l'histoire des pirates et corsaires barbaresques : leurs raids se poursuivent, mais en 1694 l'amiral vénitien Francesco Morosini met un coup d’arrêt sur mer aux expéditions navales des Ottomans en occupant la Morée. Les Vénitiens, en défendant leurs possessions, mettent ainsi fin aux offensives maritimes, les Ottomans se réservant pour les attaques terrestres vers l'Empire des Habsbourg à partir des Balkans, et laissant aux Barbaresques leurs efforts pour la course.
L'activité corsaire a commencé à diminuer à la fin du XVIIe siècle, alors que les marines européennes, devenues plus puissantes, ont rendu les razzias plus coûteuses, plus sanglantes pour les attaquants et moins rentables, forçant graduellement les États barbaresques à faire la paix et à diminuer la fréquence de leurs expéditions. Cependant, des razzias se sont poursuivies jusqu'au début du XIXe siècle. Après les guerres napoléoniennes et le Congrès de Vienne de 1814-1815, les puissances européennes sont convenues d'éliminer complètement les corsaires barbaresques, et leur menace a largement été atténuée. Des incidents occasionnels se sont produits, y compris deux guerres barbaresques entre les États-Unis et les États barbaresques, jusqu'à ce que leur activité ait finalement pris fin avec la conquête française d'Alger en 1830.

### La régence d'Alger

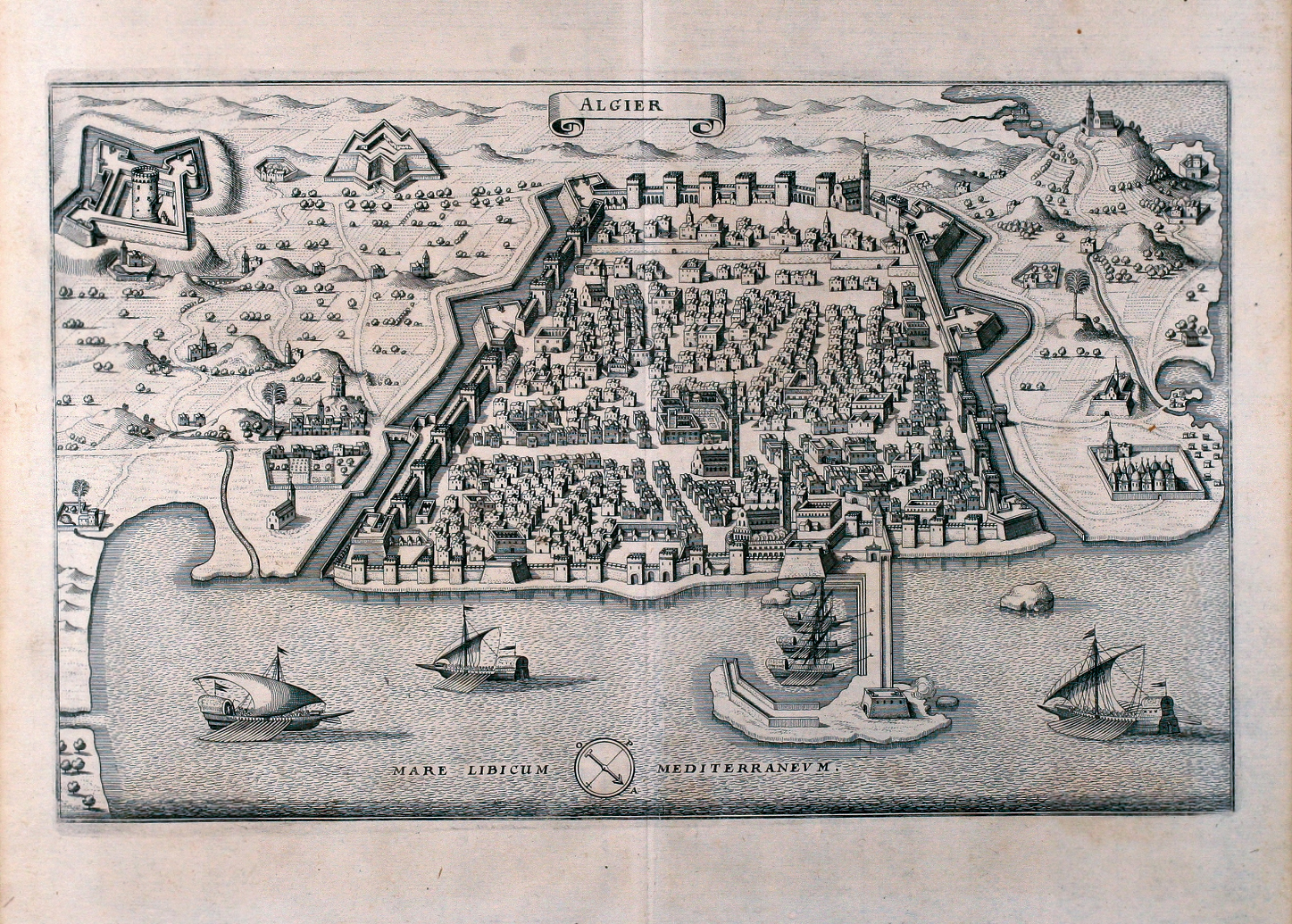
Vue d'Alger, en 1646.

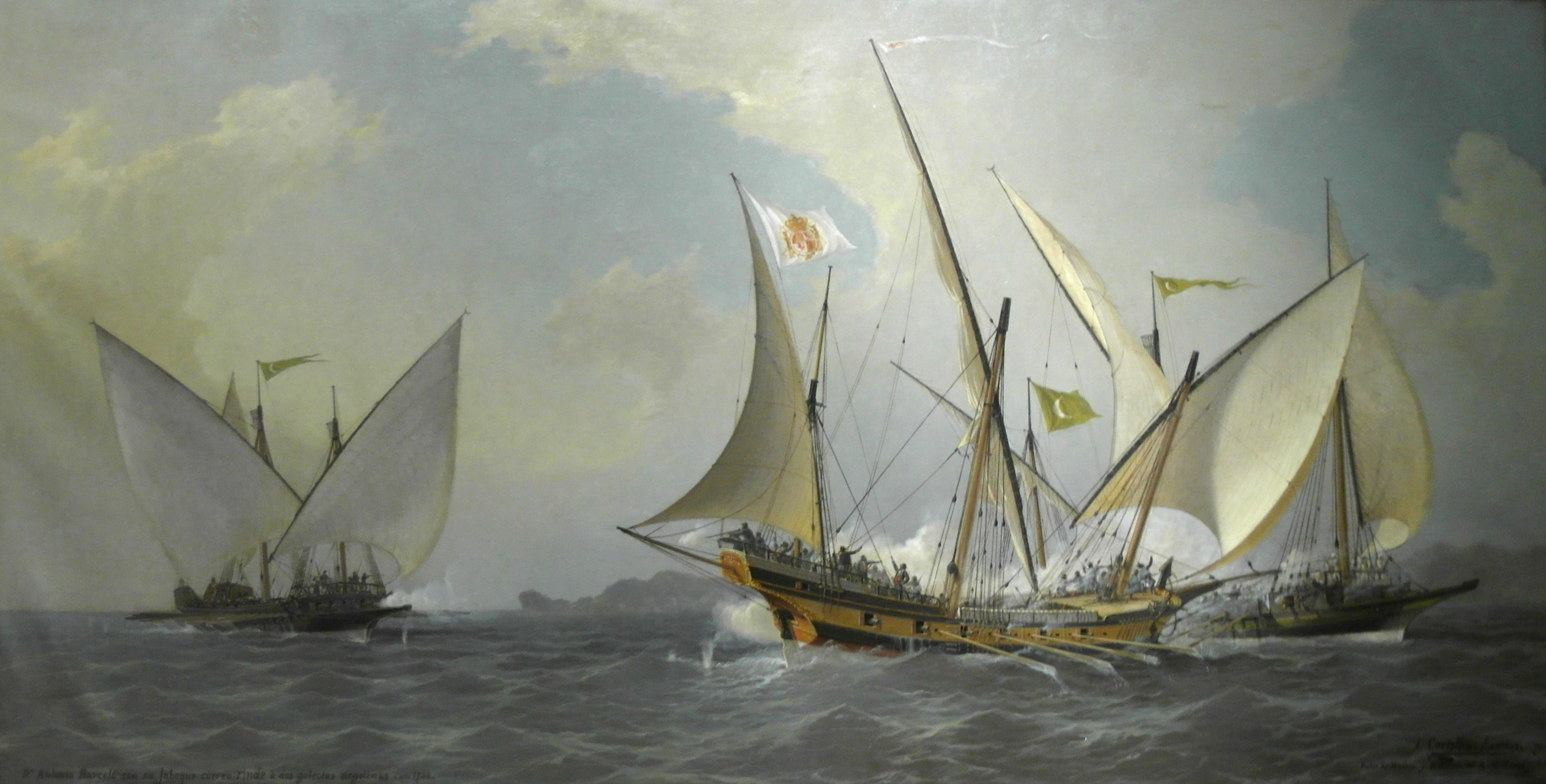
Le chebec du marin espagnol Antoine Barcelo (au centre) face à deux galiotes de la régence d'Alger (1738).

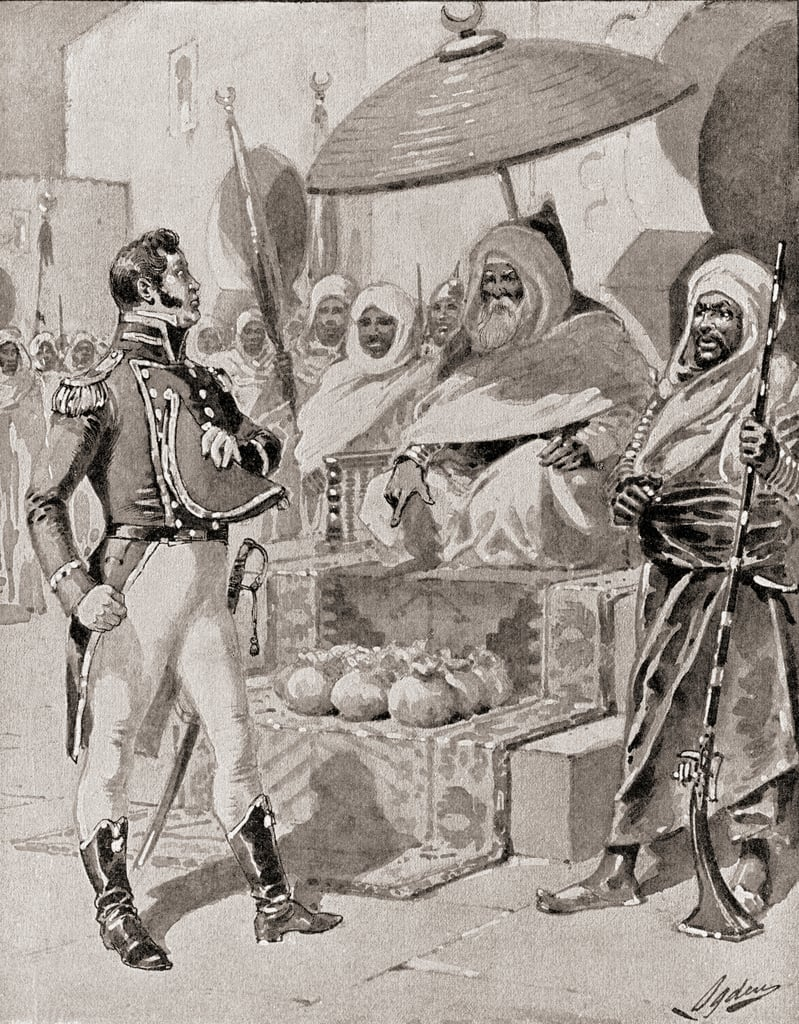
Le capitaine William Bainbridge payant tribut au Dey d'Alger, Mustapha, 1800.

Avant l'arrivée des Ottomans, avant donc que cette cité barbaresque ne devînt la plus vaste et la plus peuplée des villes du Maghreb, Alger, jusqu'à l'aube du XVIe, ne possédait qu'un port moyen protégé par un peñon, un simple îlot rocheux. C'était un repaire de pirates qui ne vivaient que de rapines, sans trafic commercial avec les ports chrétiens, Alexandrie ou Malaga ni même avec l'arrière-pays. Le commerce, tant d'or que d'esclaves, arrivait au Maroc atlantique, au port de Honaïne, à Tunis, à Tripoli ou à Alexandrie.
Avec l'arrivée des Ottomans ainsi que sa quasi concomitance avec la pénultième grande vague d'arrivée de Maures andalous à la suite de la chute de Grenade, la ville d'Alger se développe rapidement en même temps que sa population s’accroît. Ce sont principalement les renégats qui s'imposent à une population peu au fait des affaires. Sur les 12 000 maisons que compte alors la ville 6 000 sont occupées par des renégats. « Ce qui nous donnerait pour une population estimée à 50 000 âmes, esclaves non compris, 25 000 renégats théoriques, dont il conviendrait de déduire les femmes et les enfants, soit un solde d'environ 10 000 individus ». Ces renégats sont des « Turcs de profession », c'est-à-dire des musulmans par profession, ils sont inscrits sur les registres de l'Odjak comme les autres Turcs, que l'on pourrait dire naturels. Tous ces renégats occupent les postes-clefs, après le fondateur de la régence d'Alger, Khayr ad-Din Barberousse, c'est le renégat sarde Hassan Agha (1535-1543), le Corse Hassan Corso (1549-1556), le Calabrais Uluç Ali Paşa (1568-1571) qui finit avec le titre d'amiral de la flotte, puis le Vénitien Hassan Veneziano (1577-1580 et 1582-1583). Ils participent aussi aux armées d'occupation des zones soumises comme des gouvernements locaux avant la création des trois beylik ; sur les 23 caïds territoriaux, treize sont des renégats ou fils de renégats. Haedo peut écrire qu' « en eux résident presque tout le pouvoir, l'influence, le gouvernement et la richesse d'Alger et de cette régence ».
En 1541, Dragut, prisonnier, racheta sa liberté puis, avec sa flotte, pilla et brûla Castellare, en Casinca, Monticello, en Balagne, Sarla, (dans le Delà des Monts), ainsi que beaucoup d'autres villages qu'il trouva sur son passage[réf. incomplète]. En 1544, Barberousse capture l'île d'Ischia. À Lipari, on lui offre 15 000 ducats, les Barbaresques en veulent 30 000 avec 200 filles et 200 garçons. Les navires de Barberousse étaient tellement surchargés qu'il fit jeter à la mer nombre de prisonniers en retournant à Constantinople. En 1551, Dragut, renforcé par les forces de Sinan Pacha, envahit Gozo et réduit en esclavage l'ensemble de la population de l'île maltaise, soit 6 000 et 7 000 habitants.
En 1575, Miguel de Cervantes, l'auteur de Don Quichotte, est enlevé à 27 ans par une escadre algéroise aux ordres du renégat albanais Mami Arnaute. Il était alors fréquent de voir des animistes, des chrétiens ou des juifs vivant sous domination musulmane adopter l'islam pour échapper à leur condition servile, car l'islam (comme le christianisme) interdit qu'un musulman réduise en esclavage un coreligionnaire : voir les souvenirs de Germain Moüette à ce sujet. Cervantes est détenu pendant cinq ans à Alger,. La prééminence des renégats s'estompe au XVIIe siècle au profit des Turcs. Les renégats ne conservent de responsabilités maritimes que dans la Taïfa des raïs. Leur nombre diminue en valeur absolue : en 1634, ils sont estimés à 8 000. Faut-il estimer que le travail de rachat des captifs par les Trinitaires ou les Mercédaires ont porté leurs fruits, ou n'avons-nous là que le reflet d'une diminution des captures ? Les grandes razzias du siècle dernier ont diminué d'intensité et de fréquence du fait du dépeuplement et des systèmes d'alerte mis en place. Peut-être faut-il chercher la réponse dans la réorganisation des régences. En effet, la Sublime Porte prend de plus en plus d'influence dans leur organisation : les beylerbeys, presque tous barbaresques, disparaissent et sont remplacés par des Pachas choisis par le Sultan. Seuls deux renégats arrivent aux postes à responsabilité pour tout le XVIIe siècle : un Sicilien de Catane, Soliman Katania (1617-1618) et un Portugais, Shaban (1661-1666), un Italien ayant le pouvoir mais sans titre : Ali Bitchin (1638-1645).
En 1625, des corsaires attaquent les côtes de l'Angleterre et la Cornouaille.
La France, qui a récemment émergé en tant que puissance navale de premier plan, obtient peu après des succès comparables. En 1681, les Algériens capturent plusieurs bâtiments français et un navire de guerre et les emmènent à Alger. Le capitaine et l'équipage sont réduits en esclavage.
Au XVIIIe siècle, les Turcs se retrouvent à tous les postes à responsabilité. C'est le déclin de la piraterie barbaresque en même temps que de la course pour des raisons économiques dû à la montée en puissance des marines nationales. Cela va en s’aggravant au siècle suivant : Constantinople ou les régences prennent définitivement la main sur toutes les opérations maritimes.
En 1720, un navire algérien de 44 canons est repéré à Río de la Plata, en Amérique du Sud.

### La régence de Tunis

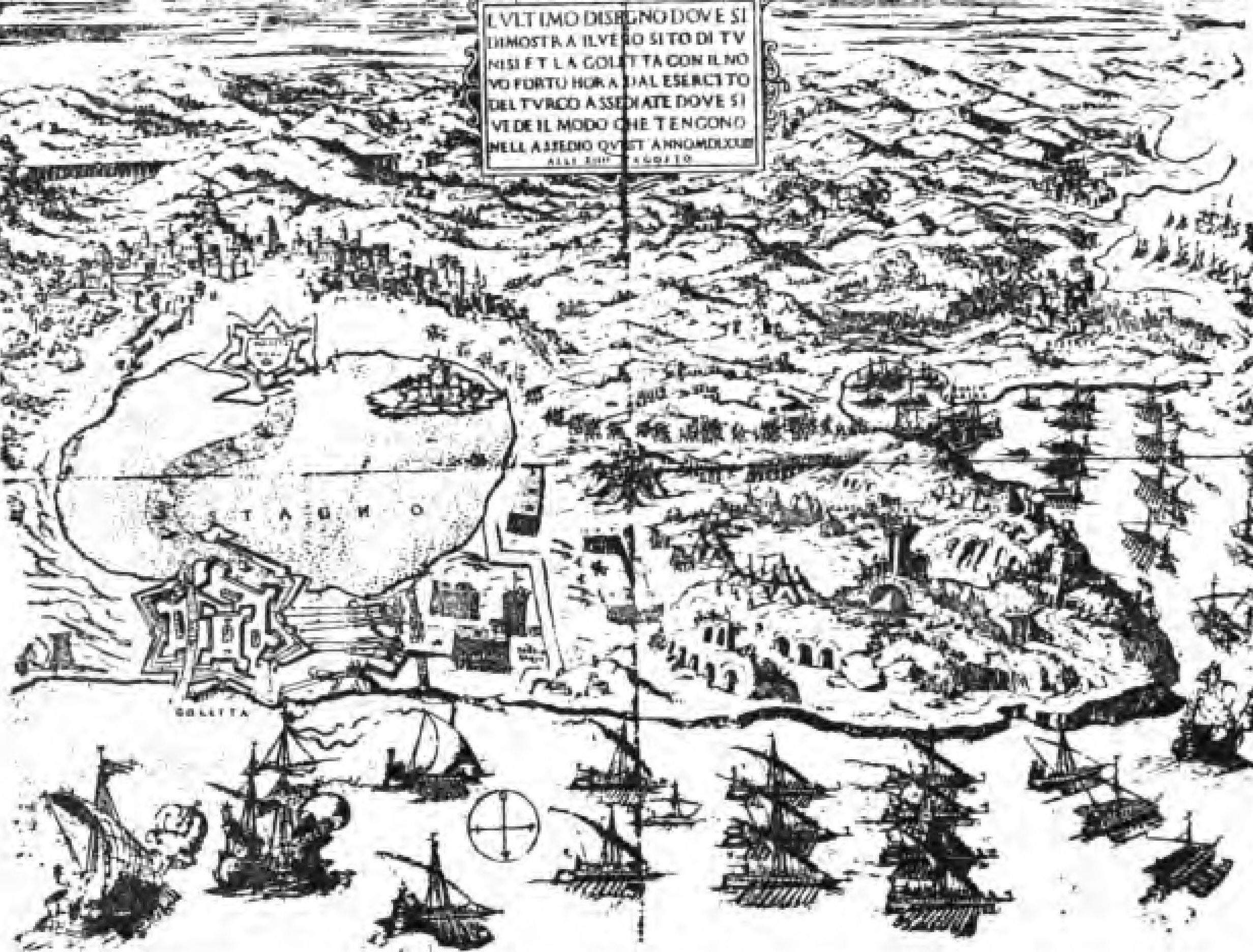
Gravure de Tunis en 1573 ; The Story of the Barbary Corsairs' by Stanley Lane-Poole, 1890 par G.P. Putnam's Sons.

La ville de Tunis n'est pas à proprement parler un repaire de pirates ; c'est plutôt une cité marchande fréquentée par les marchands de toutes les nationalités. La Tunisie offre un environnement favorable et les frères Barberousse s’y illustrent particulièrement.
Arudj Barberousse reçoit du souverain hafside l’autorisation d’utiliser le port de La Goulette puis l’île de Djerba comme base. En 1504, deux galères pontificales et un navire espagnol, le Cavalleria, avec 300 hommes et soixante nobles d'Aragon en route pour Naples, sont capturés. En 1512, Arudj Barberousse échoue devant Djidjelli avec douze galiotes et un millier de Turcs rejoint par 3 000 Maures. Après la perte de son bras emporté par un boulet des défenseurs, il se retire vaincu, comme en 1514, menacé par l'arrivée de cinq navires espagnols sous les ordres de Martin de Renteria. Toujours en 1514, Cara Hassan se trouve devant Cherchell avec ses galères. Rejoint par Arudj, ils s'emparent de la ville et obtiennent sa reddition. Après la mort d’Arudj en 1518, son frère Khayr ad-Din Barberousse se place dans la vassalité du Sultan de Constantinople. Nommé grand amiral de l’Empire ottoman, il s’empare de Bizerte, de La Goulette puis de Tunis en 1534 mais doit se retirer après la prise de la ville par l’armada que Charles Quint mène en 1535. Le Sultan hafside est alors rétabli dans ses droits sous la protection de Charles Quint sous la tutelle du royaume d’Espagne. L'annonce de la mort de Barberousse dans la bataille provoque une explosion de joie en Espagne. Il a survécu et a rejoint Bône après avoir fui le champ de bataille. Il reprend le combat, bombarde Port Mahon dans l'île de Minorque en emmenant tous les habitants en esclavage.
En 1551, Dragut veut reprendre Tunis mais échoue une fois de plus ; Andrea Doria le piège dans le lac intérieur de Djerba. Il y perd Mahdia et Gafsa lui résiste. En 1559, Djerba est occupé par la flotte de Medinaceli, vice-roi de Naples, aidée par des bâtiments hospitaliers. Mais Piyale Pacha avec 100 galères les surprennent et Doria et Medinaceli réussissent à s'échapper. Les Turcs reprennent Djerba, et font plusieurs milliers de prisonniers et, en décembre 1573, Tunis est reprise par Don Juan, mais en juillet 1574 les Espagnols reperdent définitivement la ville reprise par Uluç Ali Paşa avec une flotte de plus de deux cents galères, trente galiotes, quarante vaisseaux, manœuvrés par 5 000 marins et 40 000 hommes sous les ordres de Hassan Veneziano.

### La régence de Tripoli
En 1510, Pedro Navarro s'empare de Tripoli pour le compte de la monarchie catholique espagnole. La conquête demeure fragile et en 1530 Charles Quint la cède, ainsi que Malte, aux Hospitaliers de l'ordre de Saint-Jean de Jérusalem. En 1551, les troupes du sultan ottoman Soliman le Magnifique s'en emparent. Le corsaire Dragut est nommé pacha, les Turcs voulant faire de Tripoli une importante base maritime pour leurs conquêtes et le corso. Les navires tripolitains jouent alors un rôle crucial dans l'activité corsaire en Mer Méditerranée, où ils affrontent les marins hospitaliers, ainsi que les Français et les Néerlandais. Elle abrite un gigantesque marché aux esclaves, bénéficiant à la fois des captures subsahariennes et chrétiennes. Ils livrent une guerre de course aux chrétiens à travers toute la Méditerranée, s'opposant aux Espagnols, aux Hospitaliers de Malte et à Gênes, bien que ces dernières soient également des partenaires commerciales.

### La république de Salé

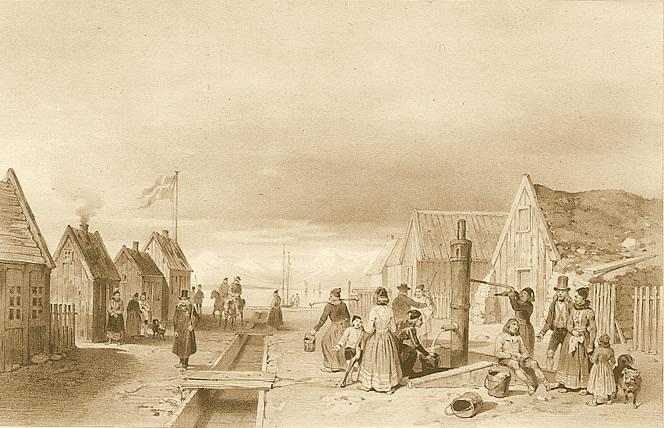
Reykjavik, l'une des avancées extrêmes en Atlantique des corsaires de Salé et de la régence d'Alger.

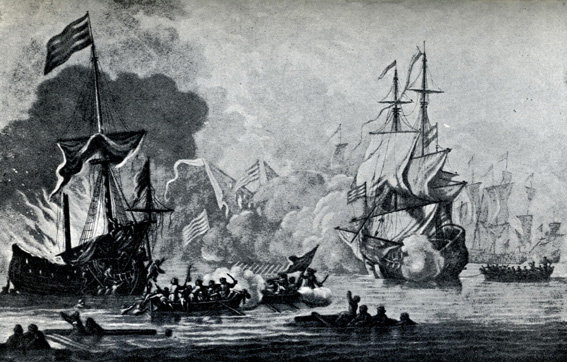
Bataille navale entre 5 navires Algériens, et une flotte britannique, entre Salé, et Tanger. 8 décembre 1669.

Une communauté de Hornacheros (originaires de la ville de Hornachos, en Estrémadure) s'installe dès les premières années du XVIIe siècle dans la région de Salé, précisément dans la kasbah des Oudayas alors en ruines. Ces musulmans, restés largement arabophones anticipent les mesures d'expulsion et parviennent à quitter l'Espagne en emportant leurs biens. En 1610, à la suite des décrets entérinant la décision par le roi Philippe III de chasser tous les musulmans d'Espagne, une vague de plusieurs milliers de Morisques arrive dans la région. Ils sont particulièrement nombreux à s'implanter à Salé-le-Neuf, au pied de la Kasbah. Ceux-ci parlent généralement l'espagnol, contrairement aux Hornacheros.
L'activité de piraterie prospère, abritée des contre-attaques par les hauts-fonds protégeant l'entrée de l'embouchure du Bouregreg, sous l'autorité de son premier gouverneur, Ibrahim Vargas. À partir de 1624, c'est le Hollandais Jan Janszoon (Mourad Reis le jeune) qui en est le « grand amiral ». Ils coopèrent avec les pirates locaux et introduisent les derniers navires néerlandais de haut-bord, leur permettant de s’aventurer dans les eaux de l'Atlantique.
En 1624, ils donnent la chasse aux pêcheurs de Terre-Neuve[réf. incomplète] et effectuent des raids jusqu'en Cornouailles. En 1627, ils mènent un raid contre la ville de Reykjavik, en Islande, sous le commandement du renégat hollandais Jan Janszoon, et font 400 prisonniers. Parmi les capturés figurent Guðríður Símonardóttir dite Tyrkja-Gudda (Gudda la Turque) et Ólafur Egilsson racheté l'année suivante. En rentrant en Islande, il écrit un récit sur son expérience. Les villes de Salé et de Rabat sont la cible de plusieurs bombardements français, qui occasionnent d'importants dégâts matériels, mais sans résultat important. Le premier est mené en 1629 par une escadre de sept vaisseaux commandée par l'amiral Isaac de Razilly. En juin 1631, Mourad Reis, avec des corsaires de la régence d'Alger et de la République de Salé, prennent d'assaut, par terre, le village de Baltimore, dans le comté de Cork. Ils capturent 237 villageois. À partir des années 1660, les sultans alaouites Moulay Rachid puis Moulay Ismaïl viennent à bout de cette petite république mais la piraterie continue. L'Angleterre signe la paix avec Salé en 1676.
Protégée par les hauts-fonds marquant l'entrée de son port, dans l'embouchure du Bouregreg, la flotte des pirates de Salé n'était de ce fait composée que de navires à faible tirant d'eau, petits, mais rapides, tels que polacres, pinques et caraques. Ils étaient au nombre de dix-huit avant 1627, à l'époque où les pirates de Salé étaient dirigés par Jan Janszoon, avant que la flotte salétine ne prenne toute son ampleur. La plupart des navires jaugeaient entre 200 et 300 tonneaux, et étaient équipés de voiles, mais aussi de rames. L'un des navires les plus efficaces, utilisé tant à Alger qu'au Maroc, était le chebec ; ses dimensions pouvaient atteindre 39 mètres de long, 7,5 mètres de large, avec un tirant d’eau de 2,7 mètres. L'armement pouvait comprendre huit canons de 6 livres sur les bordées, quatre canons de 12 livres sur la poupe, et huit couleuvrines de 3 livres sur le pavois.
Cependant, la petite taille des navires de Salé avait une contrepartie, leur interdisant la haute mer lorsque les rudes conditions météorologiques de l'Atlantique étaient défavorables. En réalité donc, on ne pratiquait la course à Salé que d'avril à octobre, au cours d'une campagne annuelle qui ne durait guère que six ou sept mois. En dehors de cette saison, outre l'état de la haute mer, la redoutable barre du Bouregreg interdisait l'accès du port plus de la moitié du temps, et les navires restaient alors au mouillage. Il existait une véritable spécialisation entre les pirates d'Alger et ceux de Salé. Forts de leur nombre et de leur antériorité, les pirates algériens se réservaient en pratique la course en « mer du Levant », les corsaires de Salé se réservant la « mer du Ponant », c'est-à-dire l'océan Atlantique, avec le détroit de Gibraltar pour frontière.

### Négociation de paix

#### Négociation avec les pays européens

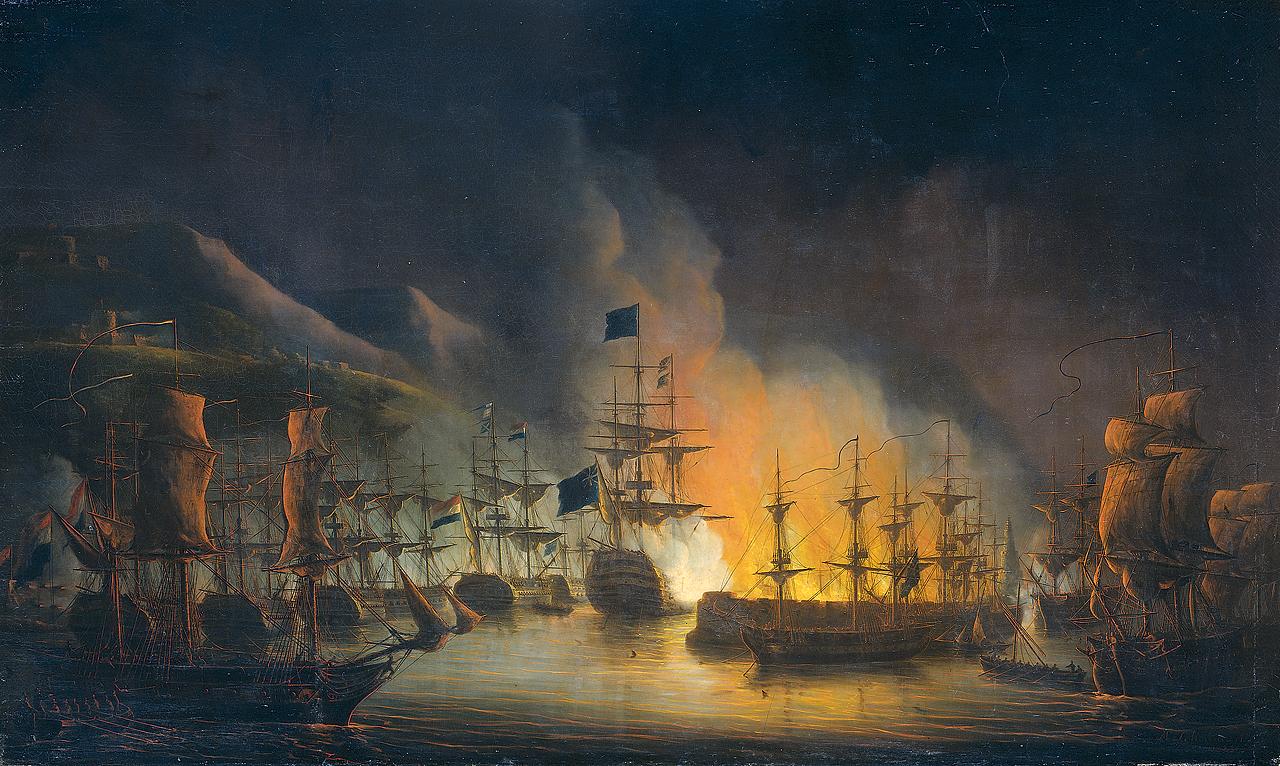
Bombardement d'Alger, par Martinus Schouman.

En 1835, le ministre de la Guerre turc en personne, Najib Pacha, débarque à Tripoli, dépose et exile la famille Karamanli et rétablit l'autorité directe de la Sublime Porte. Le 17 octobre 1912, par le Traité d'Ouchy, l'Empire ottoman renonce à sa souveraineté sur les régions conquises par l'Italie.

#### Négociation avec les États-Unis

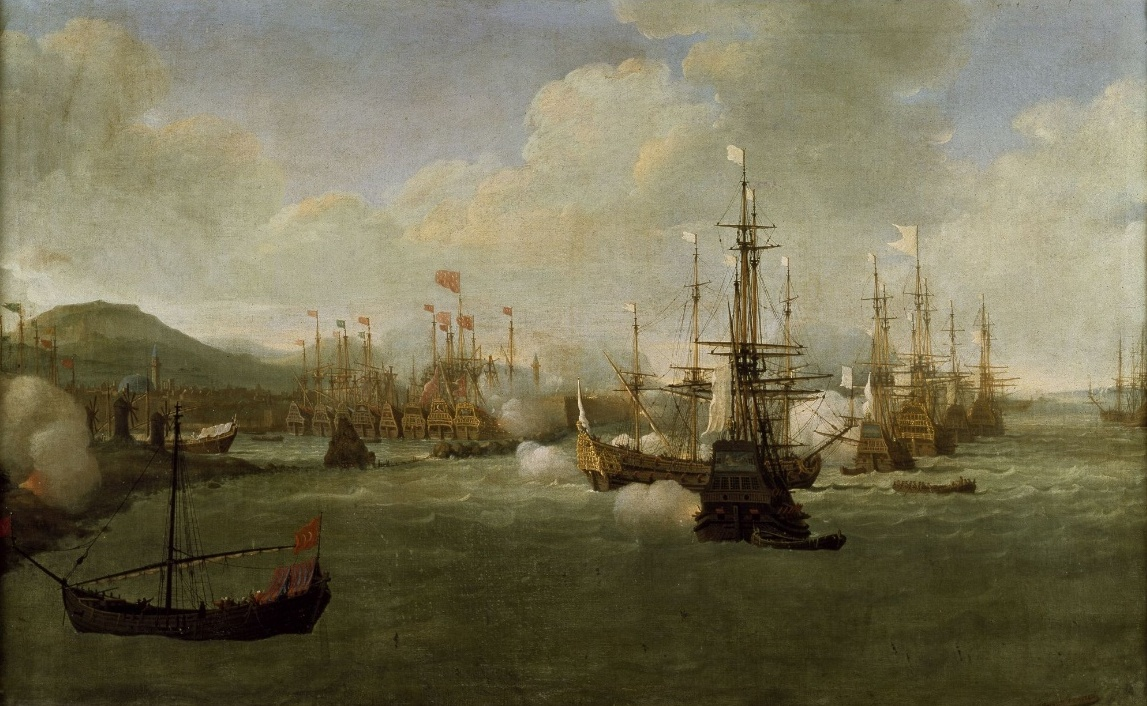
Bombardement de Chios, par l'escadre de Duquesne en 1681.

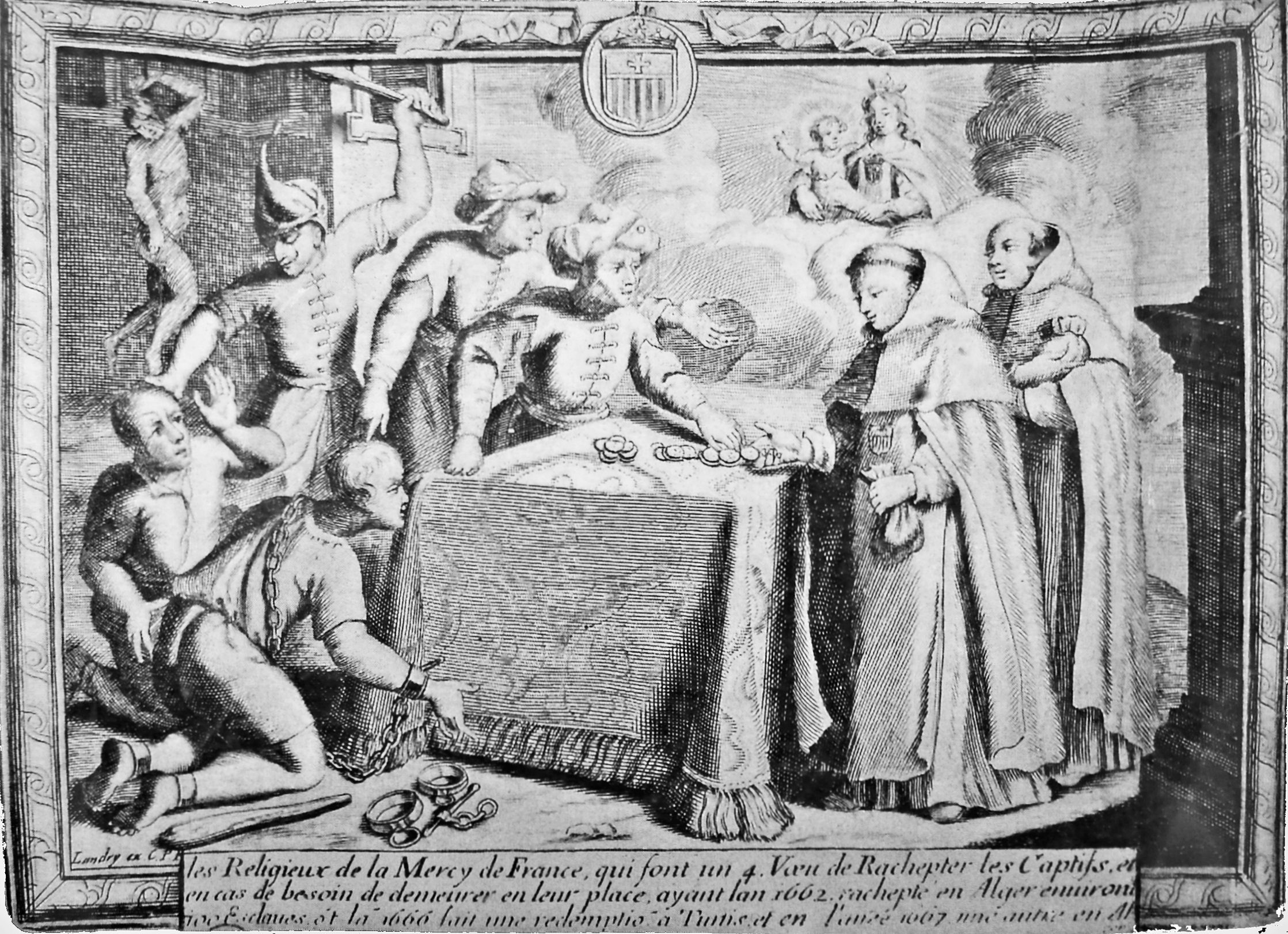
Après avoir été vendus au marché de Salé, les captifs pouvaient être libérés contre rançon, ou rachetés par des religieux tels que ceux de la Merci (ce sont eux qui rachetèrent Germain Moüette).

Jusqu'à la déclaration d'indépendance des États-Unis en 1776, les traités britanniques protégeaient les navires et le commerce américains. Afin de limiter les coûts, Jefferson chercha à créer une coalition des petites marines méditerranéennes, mais dut renoncer devant l'opposition du Royaume-Uni et de la France, qui tiraient un avantage de la situation car elle favorisait leur commerce au détriment des petites puissances incapables de payer le sommes demandées par les Barbaresques.
Le traité de 1778 engageait la France à aider l'Amérique dans le cas où ses navires seraient attaqués par les Barbaresques, mais la France ignora tout simplement cette demande. La menace barbaresque conduit John Adam, négociateur, à proposer de « donner un cadeau de deux cent mille livres que de risquer un million [en commerce] chaque année » mais Adam avait largement sous-estimé la somme réclamée par le négociateur barbaresque ; en mars 1786, avec Thomas Jefferson, autre négociateur, ils apprirent que le prix à payer était de « un million de dollars, soit un dixième du budget annuel ». Les États-Unis ont créé l'US Marine Corps et la Navy en mars 1794. Les États-Unis ont conclu des traités de paix avec la régence d'Alger, les Américains sont obligés de payer tribut pour la protection de leurs bâtiments. Ce fut un lourd fardeau pour les États-Unis : en 1800, les paiements en rançon et les tributs versés aux États barbaresques représentaient 20 % des dépenses annuelles du gouvernement fédéral.
Pour obtenir des conditions de paix plus favorables, les États-Unis mènent en 1801, la Première Guerre et, en 1815, la Seconde Guerre barbaresque ; ces guerres sont un réel succès pour les États-Unis et mettent fin au paiement du tribut. Alger rompt le traité de paix en 1805 et refuse de mettre en œuvre le traité de 1815 jusqu'aux interventions britannique et hollandaise qui aboutissent au bombardement d'Alger en 1816. Le désastre naval que constitue pour elle l'expédition de Lord Exmouth en 1816 est vite réparé, et en 1825, outre 35 chaloupes canonnières, la marine algérienne compte 3 frégates, 2 corvettes, 2 bricks, 5 goélettes, une polacre, et on voit reparaître un chébec.
Le grand exploit de cette période est la capture, en 1802 d'une frégate de guerre portugaise par le Raïs Hamidou. Ce dernier, qui n'est ni renégat, ni turc, mais maghrébin, originaire d'une tribu berbère de l'intérieur, devient le chef de la Taïfa des raïs, promotion inimaginable au siècle précédent, ce qui témoignait à la fois d'une transformation profonde de l'élite navigante mais également de la dégradation de la hiérarchie des classes traditionnelles.

## Importance des captures

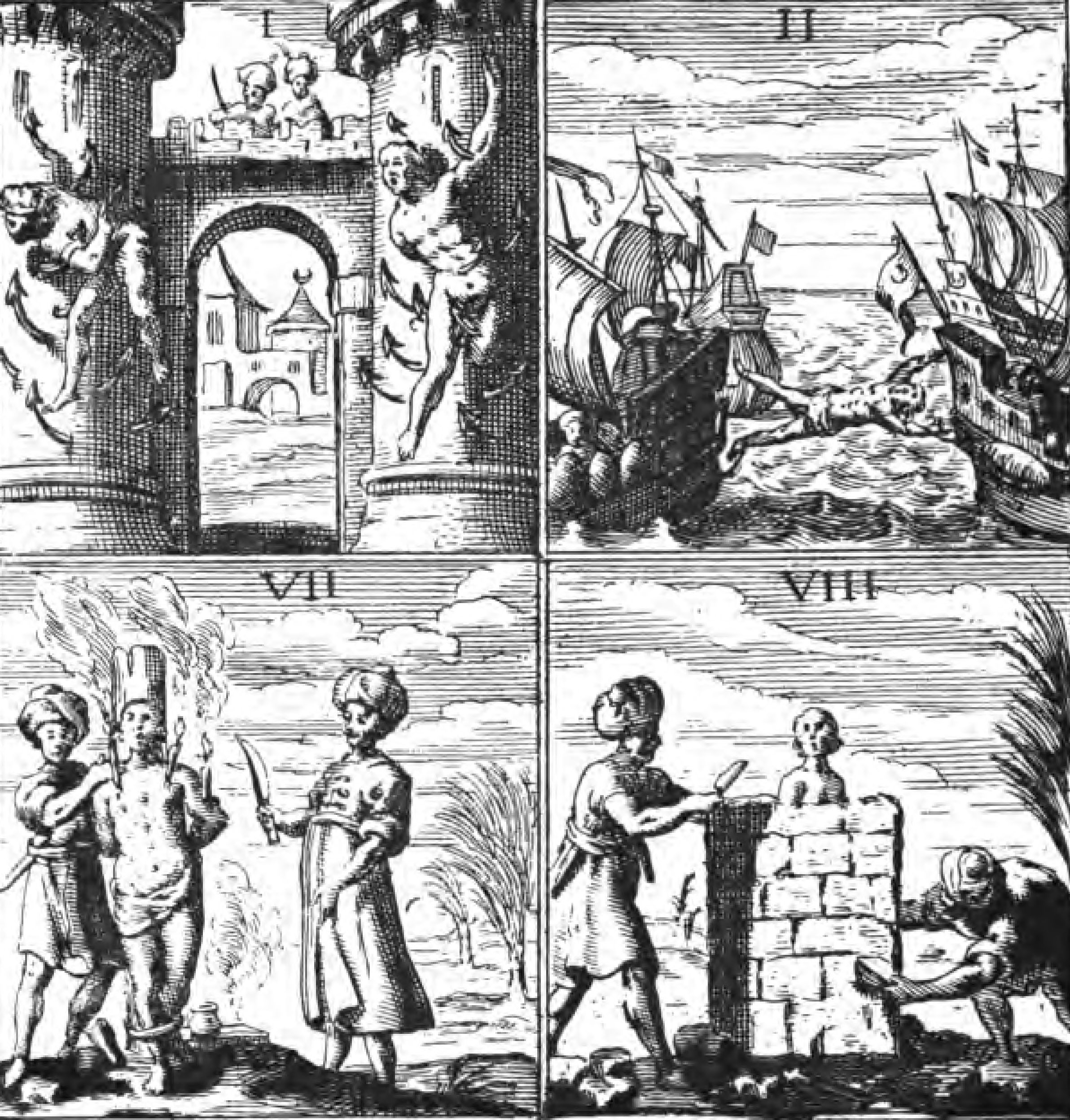
« Tortures des esclaves » par les corsaires barbaresques, av. 1890.

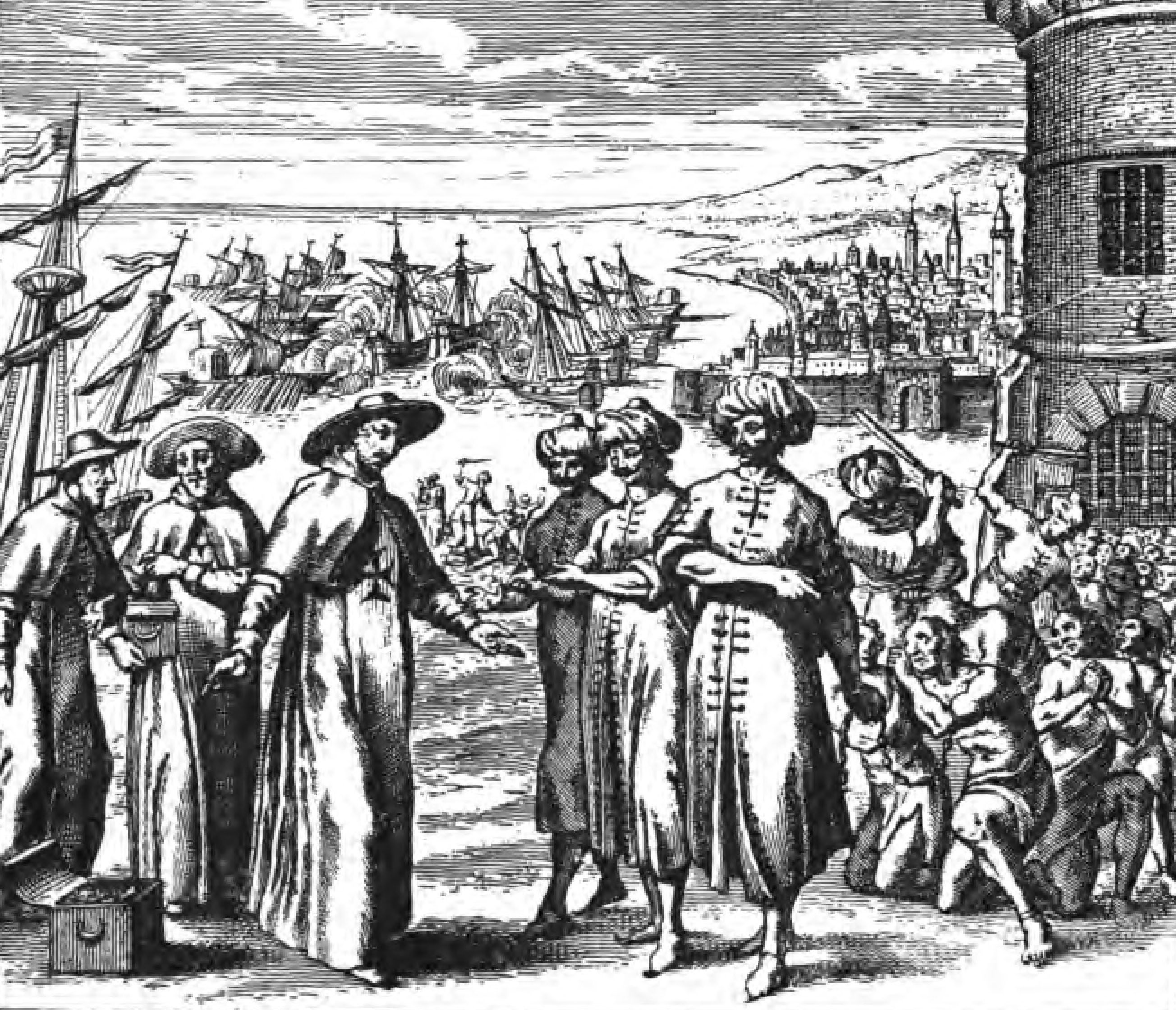
Les Mercédaires rachetant des esclaves chrétiens tenus par les musulmans.

Les Barbaresques capturent les navires marchands et soumettent en esclavage ou rançonnent les équipages. Entre 1 000 000 et 1 250 000 Européens, soumis en esclavage (850 000 pour la période de 1580-1680) ont été capturés par ces pirates ou corsaires de 1530 à 1780[réf. incomplète]. Cependant, ces chiffres ont été réfutés par d'autres historiens, tels que David Earle ou John Wright, qui les considèrent comme largement exagérés,.
L'Ordre des Trinitaires a opéré en France pendant des décennies avec la mission de collecter des fonds pour racheter ces prisonniers[réf. incomplète]. Entre 1569 et 1616, pour la seule Angleterre, les pirates s'emparent de 470 navires, tandis que, en 6 ans, entre 1628 et 1634, ils capturent à la France 80 navires et vendent 1 336 Français sur le marché des esclaves d'Alger.
« Entre 1716 et 1754, 19 navires du Danemark-Norvège ont été capturés avec 208 hommes, par les Algériens, la piraterie était donc un grave problème pour la flotte marchande danoise[réf. incomplète] ». Le Danemark refusant de payer tribut au dey d'Alger, Mohamed ben Othmane, les Danois entrent en guerre contre la régence d'Alger. Ils perdent la guerre malgré leurs bombardements et doivent racheter chaque esclave capturé au cours de la guerre, à prix lourd.

## Les renégats

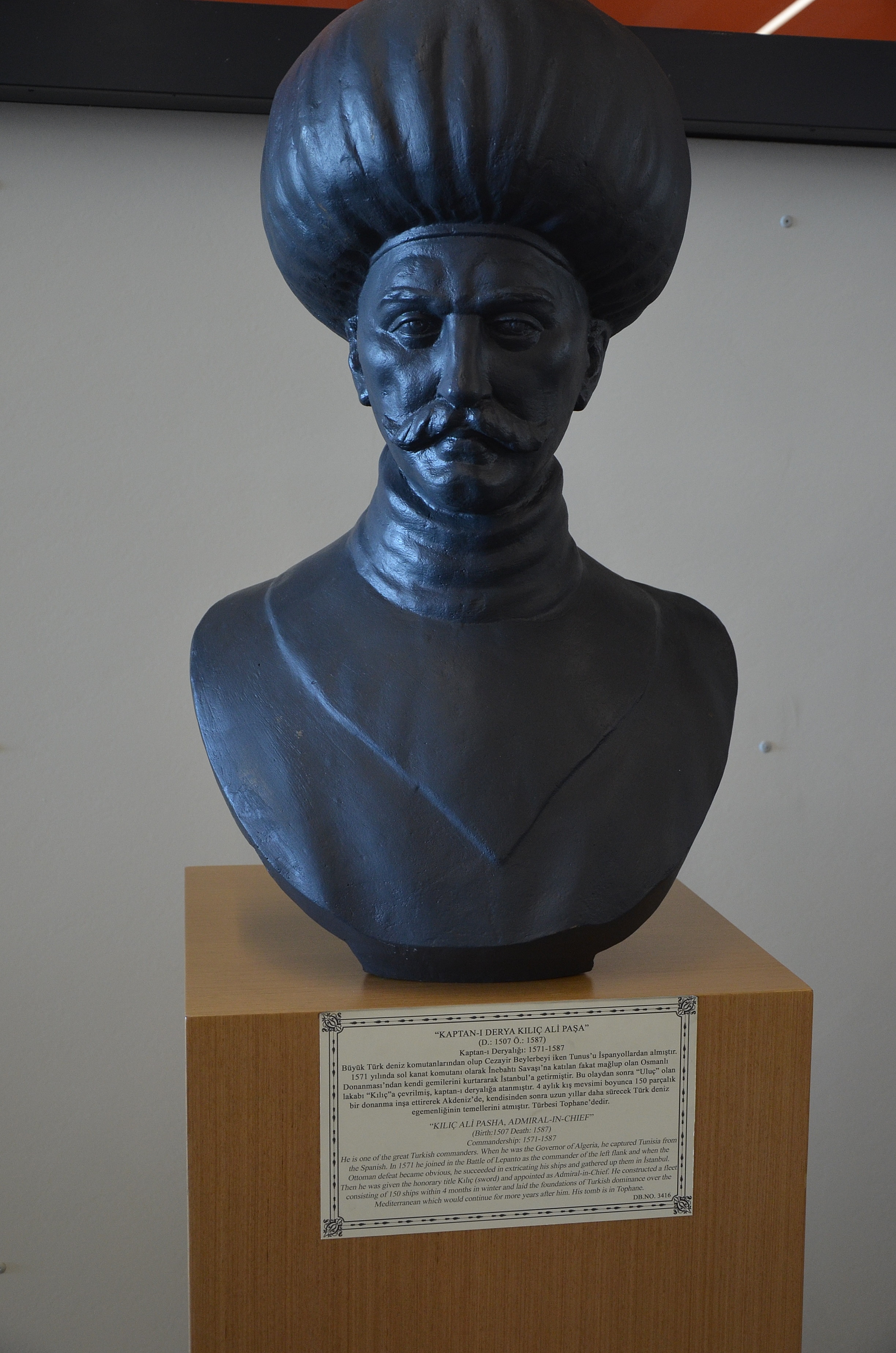
Uluç Ali Paşa, à l'origine Giovanni Dionigi Galeni, est un Italien « renégat », devenu officier corsaire de l'Empire ottoman, placé à la tête de la régence d'Alger de 1568 à 1571, il est nommé kapudan paşa (« amiral de la flotte »).

Selon Roland Courtinat « l'islam exerce une réelle attraction sur de nombreux chrétiens. La Berbérie est synonyme de richesses accessibles à tous. La bonne chère, la possibilité de s'enrichir, les femmes, la liberté d'action peuvent hanter l'esprit d'hommes de modestes conditions ». Ils se joignirent alors aux pirates barbaresques pour les faire bénéficier de leur expertise technique, comme ce fut le cas pour les corsaires de Salé, dont le renégat le plus célèbre est le Hollandais Jan Janszoon, connu aussi sous le nom de Mourad Reis. Ainsi dans un état de la marine d'Alger en 1588, donné par Pierre Dan dans son Histoire de Barbarie et de ses corsaires, celle-ci était européenne pour moitié au moins et se composait alors, outre quelques frégates, de trente-cinq galères dont vingt appartenaient à des renégats européens majoritairement italiens. D'après le père Dan, cela est lié au fait que, « les « Turcs » et ceux de Barbarie (Maures) se connaissent fort peu à la navigation ».
Vers 1600, les renégats ont apporté en barbarie des techniques avancées de navigation et de construction de navires, ainsi que des bâtiments de haut-bord, permettant aux corsaires d'étendre leurs activités jusque dans l'océan Atlantique. Cela affecta beaucoup les raids, alors à leur apogée, au XVIIe siècle.

## Barbaresques notoires

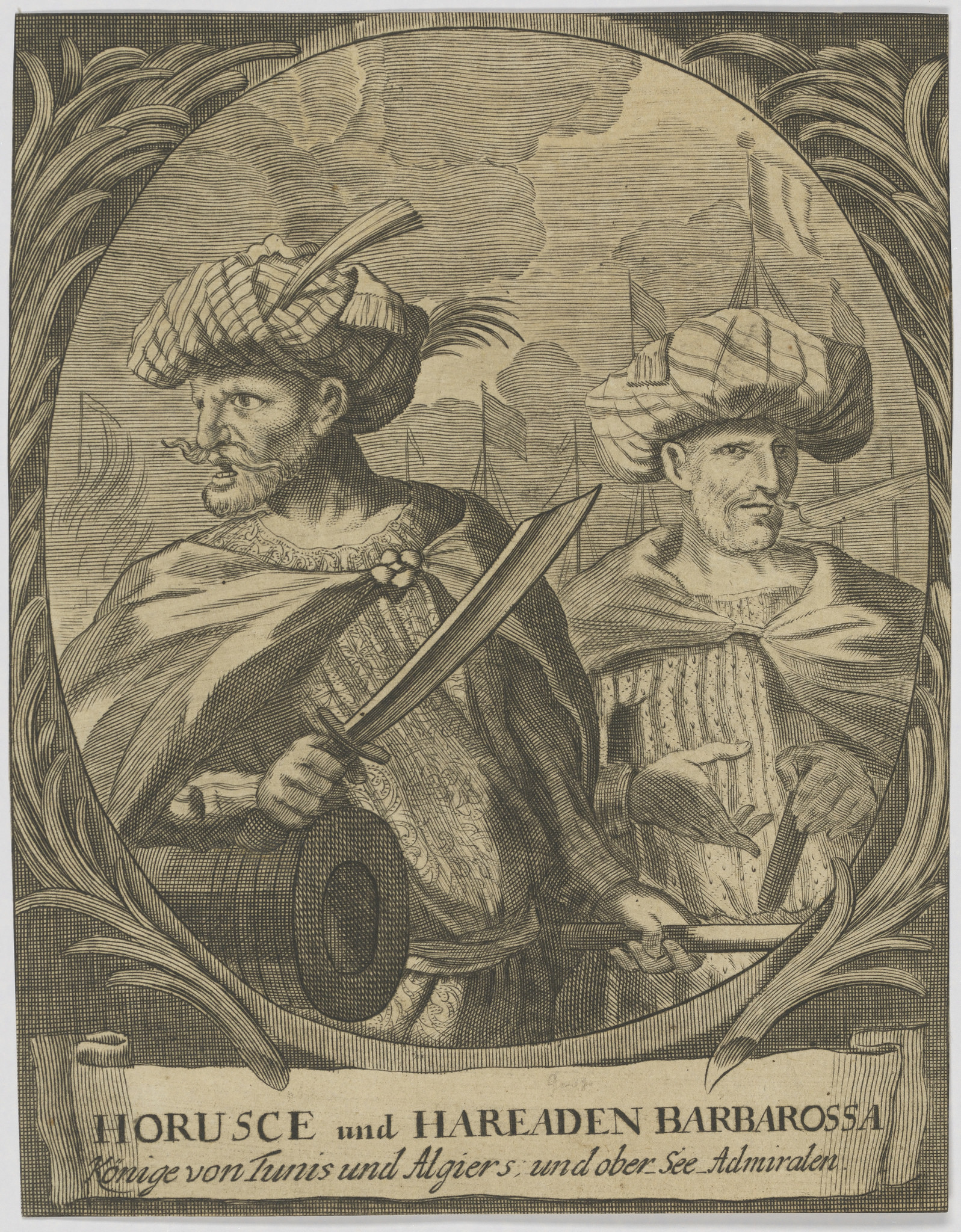
Les frères Barberousse, gravure hollandaise du XVIIe siècle.

D'après l'historien Adrian Tinniswood, les corsaires barbaresques les plus redoutés étaient des renégats européens, à la base, déjà corsaires dans leur patrie, qui ont ensuite émigré vers la côte barbaresque durant les périodes de paix pour poursuivre leur commerce. Ces cas particuliers ont permis l'apport de fortes expertises navales comme les bateaux ronds de hauts bords et ont permis aux pirates de réaliser des raids lointains, et dévastateurs, comme en Islande, ou au Canada (Terre-Neuve-et-Labrador)[réf. incomplète].
Ainsi, parmi les plus célèbres pirates barbaresques, on compte donc plusieurs renégats, dont le calabrais Uluç Ali Paşa au XVIe siècle et le vénitien Ali Bitchin au XVIIe siècle, ou encore Ahmed El Inglizi, littéralement Ahmed l'Anglais parmi d'autres.
- Arudj Barberousse, renégat, (1474–1518)
- Khayr ad-Din Barberousse, renégat, (vers 1466–1546)
- Sinan Reis (mort en 1546)
- Sinan Pacha, renégat, (mort en 1553)
- Hassan Corso, renégat, (1518-1556)
- Dragut, renégat, (1485–1565)
- Kurtoğlu Muslihiddin Reis (1487-1535)
- Salah Raïs (vers 1488–1568)
- Uluç Ali Paşa, renégat, (1519–1587)
- Murat Rais, renégat, (vers 1534-1638)
- Salomo de Veenboer alias Sulayman Reis, renégat, (mort en 1620)
- Jack Ward alias Yusuf Reis, renégat, (vers 1553–1622)
- Mami Corso, renégat, (1585-XVIe siècle)
- Ali Bitchin, renégat, (vers 1560–1645)
- Jan Janszoon alias Mourad Rais, renégat, (vers 1570-après 1641)
- Simon Dansa alias Raïs Dali, renégat, (vers 1579–1616)
- Hassan Veneziano, renégat, (XVIe siècle)
- Dali Mami (XVIe siècle)
- Mami Arnaute, renégat, (XVIe siècle), qui captura, avec Dali Mami, Miguel de Cervantes et son frère Rodrigo le 26 septembre 1575
- Ibrahim Vargas, renégat, (XVIIe siècle)
- Mohamed Fennich (XVIIe siècle)
- Abdallah Fennich (XVIIe siècle-1695)
- Abdelkader Maâninou (XVIIe siècle)
- Abdellah Benaïcha (XVIIe siècle)
- Ahmed El Inglizi, renégat, (XVIIe siècle)
- Hamidou ben Ali (1773–1815)
- Mohamed ben Abdallah el-Raisuni, considéré comme le dernier des Barbaresques[91], (1871-1925)

## Dans la culture

### Littérature
- The Lustful Turk est un roman pornographique, britannique, pré-victorien, publié en 1828, puis plus tard adapté au cinéma, en film érotique, en 1968, mettant en scène des pirates barbaresques[92].
- Pierre Hubac, Les Barbaresques : Histoires d'outre-mer. 2 (Roman), Paris, Berger-Levrault, 1949, 263 p. (BNF 32260166).

### Cinéma
- La Folie des grandeurs, film de 1971, au cours duquel les Barbaresques sont représentées par un bagne au milieu du désert. Durant l'histoire plusieurs protagonistes y sont envoyés. César y est expédié par Don Salluste, puis Cortega par le roi et enfin Salluste ainsi que Blaze par le roi. Répliques : - Blaze : Et bien, le roi m'a dit : "Vous avez le choix"... Ou j'épouse doña Juana, ou c'est les barbaresques. - Les grands d'Espagne : Et alors ? - Blaze : Et alors c'est les barbaresques !